# Agresión sexual (España)
Agresión sexual es un término jurídico utilizado en el derecho penal de España (art. 178 CP), que denomina el delito que abarca todos los actos de contenido sexual violento sin consentimiento de la víctima. El delito protege la libertad sexual de las personas, e incluye como manifestación agravada, la penetración sexual violenta no consentida (art. 179 CP), conocida como "violación", expresión que fue eliminada del Código Penal español, al igual que su condición de delito autónomo. La aparición del delito de "agresión sexual" en España, es parte de una tendencia internacional de reforma de las denominaciones y la manera de organizar conceptualmente los llamados "delitos sexuales", eliminando denominaciones como "violación" y "estupro", así como el peso moral en perjuicio de la víctima, de la penetración no consentida, entendida como "asesinato moral" o "mancillación", presente cuando los delitos sexuales son entendidos como un ataque a la honestidad de las víctimas. El delito de "agresión sexual" en España, se diferencia del delito de "abuso sexual" (arts. 181-182 CP): ambos consisten en actos de contenido sexual no consentidos, pero mientras en la "agresión sexual" hay violencia o intimidación, en el "abuso sexual" no hay violencia, ni intimidación.
El delito de "agresión sexual" en España, es equivalente al delito de sexual assault (ataque sexual) en Estados Unidos, o al delito de "abuso sexual" en Argentina.

## Descripción
El delito de "agresión sexual" en el Código Penal de España y esta tipificado en su forma básica en el artículo 178:

El que atentare contra la libertad sexual de otra persona, utilizando violencia o intimidación, será castigado como responsable de agresión sexual con la pena de prisión de uno a cinco años.

El delito está tipificado a partir de dos elementos: 
- atentar contra la libertad sexual de otra persona, entendida a partir de la falta de consentimiento;
- violencia o intimidación.

La ausencia del segundo requisito (violencia o intimidación) transforma el acto en "abuso sexual".
La agresión sexual tiene las siguientes manifestaciones agravadas:
- "acceso carnal por vía vaginal, anal o bucal, o introducción de miembros corporales u objetos por alguna de las dos primeras vías" (art. 179 CP);
- degradante o vejatorio (art. 180 CP);
- dos o más autores (art. 180 CP);
- víctima especialmente vulnerable (art. 180 CP);
- relación de superioridad o parentesco (art. 180 CP);
- uso de armas (art. 180 CP).